# 오산대우아파트
오산대우아파트(영어:  Osan DAEWOO PRUGIO )은 대한민국 경기도 오산시 수청동에 위치한 아파트 단지이다. 1993년에 완공하였다. 16개동, 1,144세대이다. 재건축이 예정되어있다.